# إليزابيث سارنوف
إليزابيث «ليز» سارنوف (بالإنجليزية: Elizabeth "Liz" Sarnoff)‏ كاتبة سيناريو ومنتجة تلفزيونية أمريكية. قامت بتؤليف حلقات لعدة مسلسلات من بينها: الضياع، عبر جوردان. كما شاركت في تؤليف مسلسل الكاتراز.

## روابط خارجية
- إليزابيث سارنوف على موقع IMDb (الإنجليزية)
- إليزابيث سارنوف على موقع قاعدة بيانات الفيلم (الإنجليزية)